# Preloge (gmina Semič)
Preloge – wieś w Słowenii, w gminie Semič. W 2018 roku liczyła 9 mieszkańców.